# アリカンテ県
アリカンテ県（アリカンテけん、スペイン語 : Provincia de Alicante）またはアラカント県（バレンシア語：Província d'Alacant）は、スペイン・バレンシア州の県。県都はアリカンテ。スペイン語名とバレンシア語名が優劣の差なく公式名であり、両言語名をスラッシュで区切ってAlicante/Alacantと表記されることがある。

## 地理

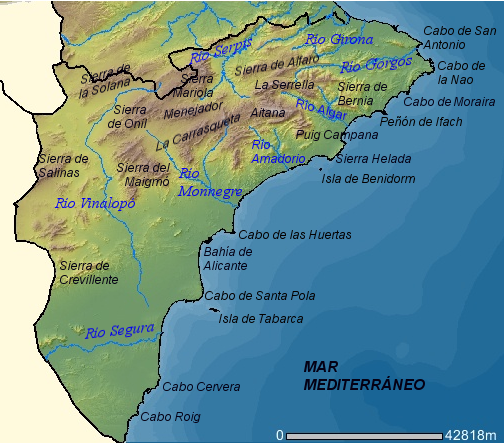
アリカンテ県の地勢

北側はバレンシア州バレンシア県、南側はムルシア州、西側はカスティーリャ＝ラ・マンチャ州アルバセーテ県に接しており、東側は地中海に面している。アリカンテ県北東部の地中海岸にはナウ岬があり、アリカンテ県南端のすぐ南側にはマール・メノールがある。

### 山地
北西部は山地が広がるが、地中海沿岸や南部には平地が広がる。山地はスブベティコ山系の一角にあたり、アイタナ山(1558m)、カンパーナ峰(1410m)、モントカブレール山(1389m)、カラスカール・デ・ラ・フォント・ロハ山(1354m)、マイグモー山塊(1296m)、クレビリェント山地(835m)、モントゥゴー山塊(753m)などがある。

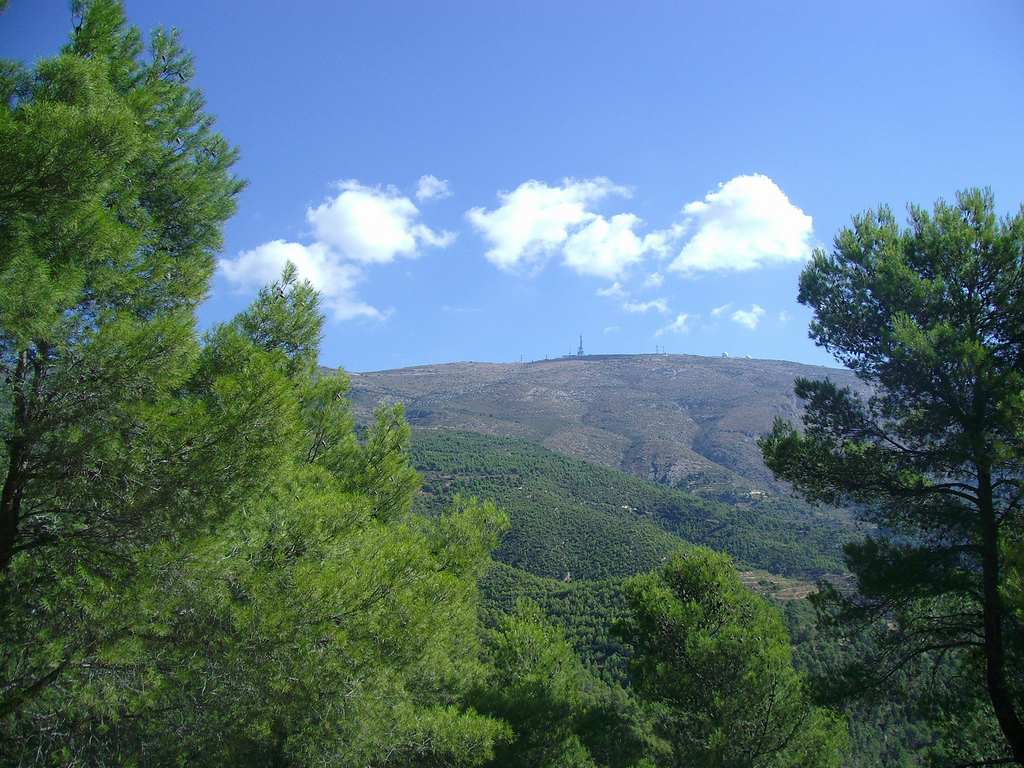
アイタナ山
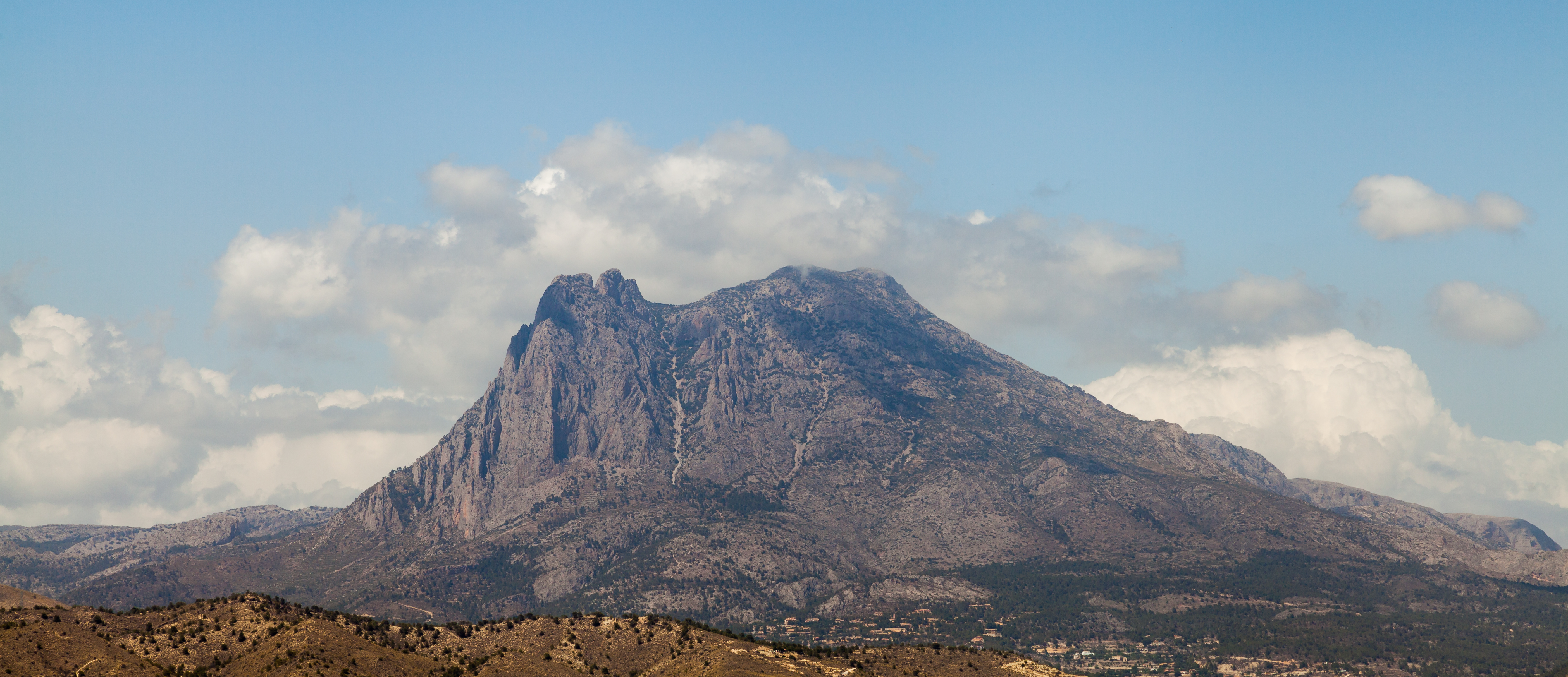
カンパーナ峰
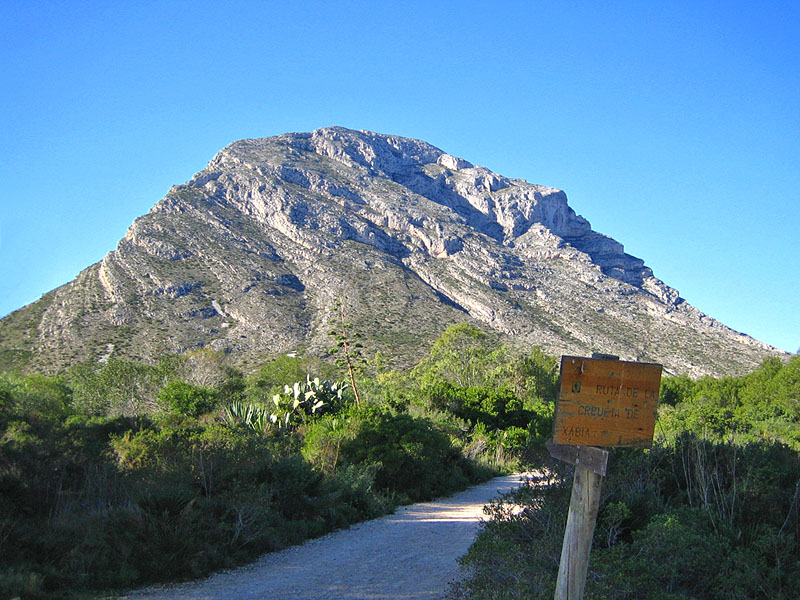
モントゥゴー山塊

### 水文
乾燥した気候であり降水量が少なく、大規模な河川は存在しない。通常時には水が流れていないランブラ（涸れ川）が多く、これらの河川では豪雨の際にのみ水が流れる。
ベニアレス貯水池から北東に向かってガンディア付近で地中海にそそぐヒローナ川、アルコイ近くから北東に向かって流れるセルピス川、アルテア付近で地中海にそそぐアルガル川、アマドリオ貯水池を持ちビジャホヨーサ/ラ・ビラ・ホヨーサ付近で地中海にそそぐアマドリオ川、内陸部のビリェーナ近郊を通るがエルチェに至る前に水流がなくなっているビナロポ川、ムルシア州ムルシアなどを流れた後にオリウエラを通って地中海に至るセグラ川などがある。
地中海沿岸にはエル・フォンド自然公園などの湿地がある。アリカンテ県南部には多数のラグーンがあり、マタ塩湖とトーレビエハ塩湖はまとめてマタ湖・トーレビエハ湖自然公園に指定されている。

### 気候
アリカンテ県の大部分はステップ気候であり、年降水量は300mmを下回る地域が多い。長い夏季はとても暑く乾燥しており、冬季は涼しい。北東部のナウ岬周辺などは、半乾燥性気候より穏やかな地中海性気候である。アリカンテ県に卓越する植生は、タイムやビャクシン属などの灌木である。

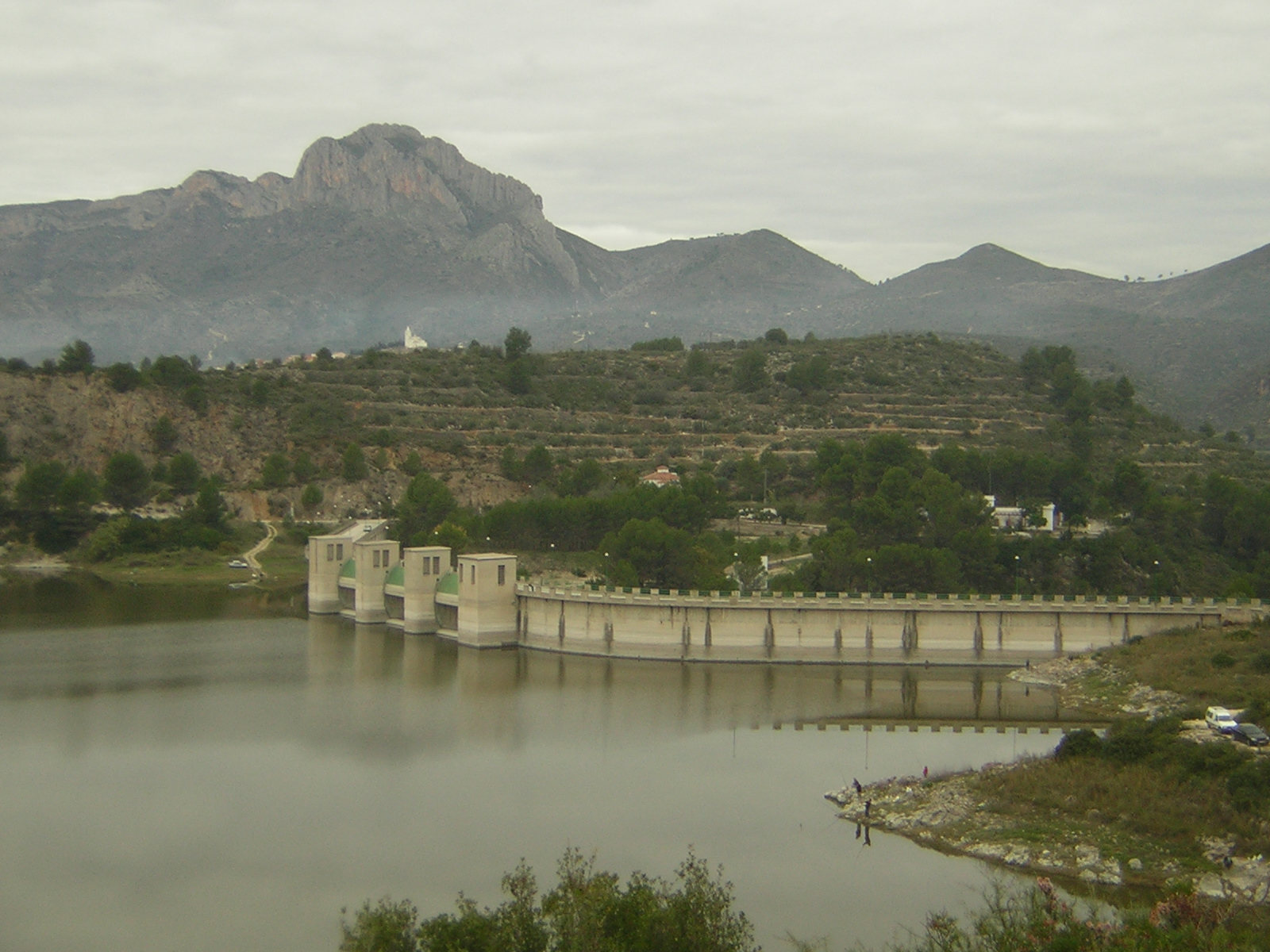
ベニアレス貯水池
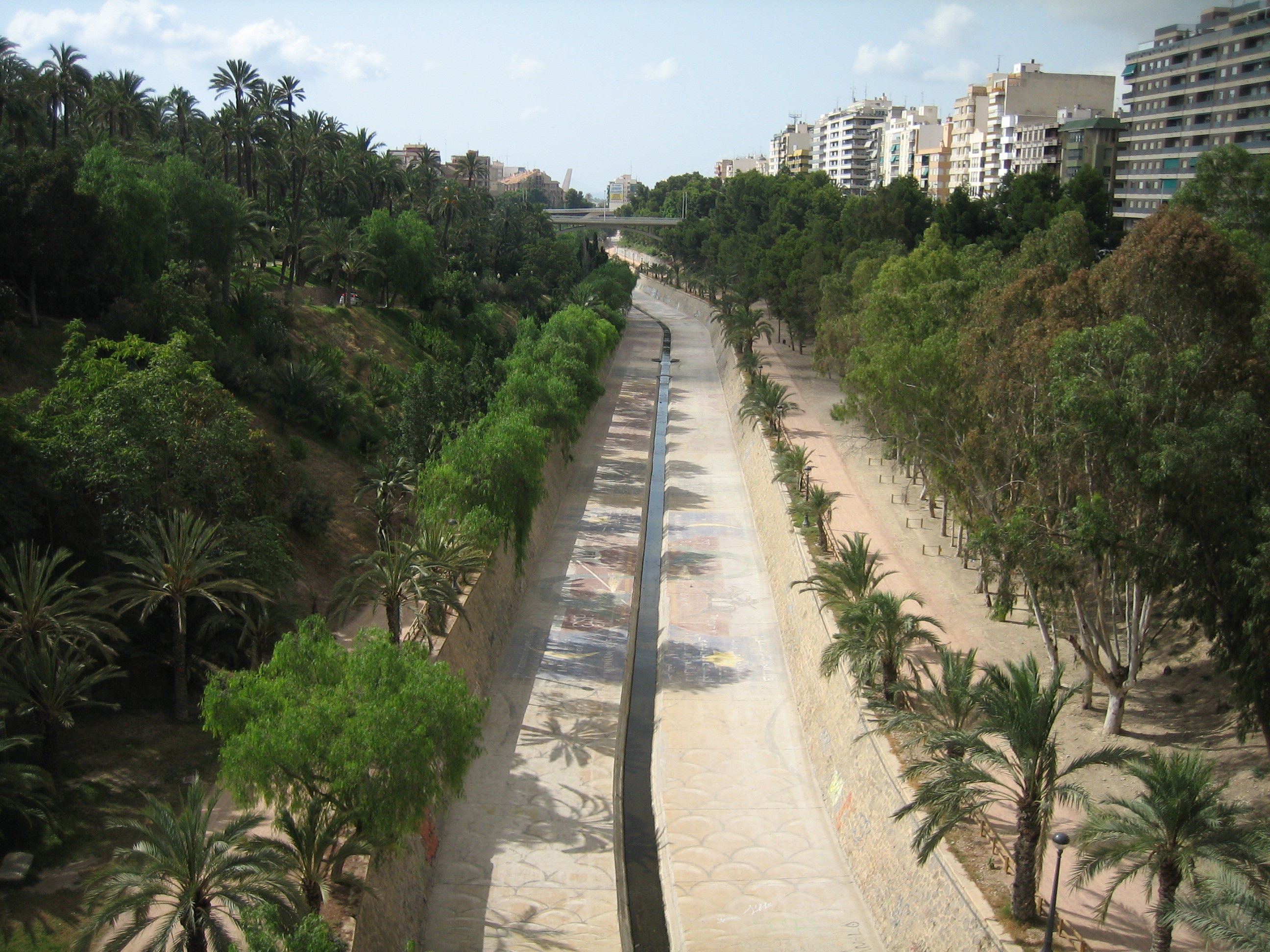
エルチェにおけるビナロポ川
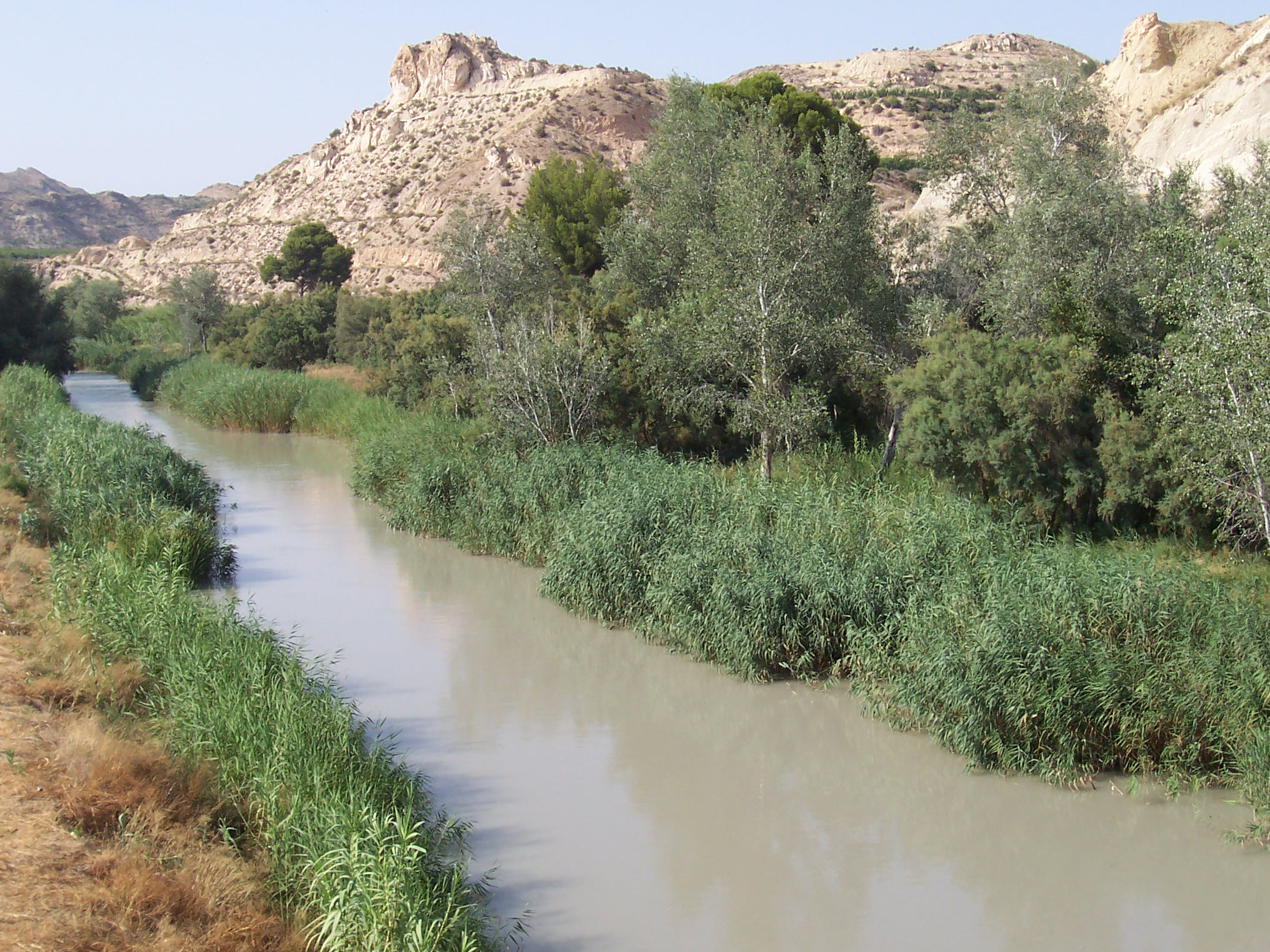
セグラ川
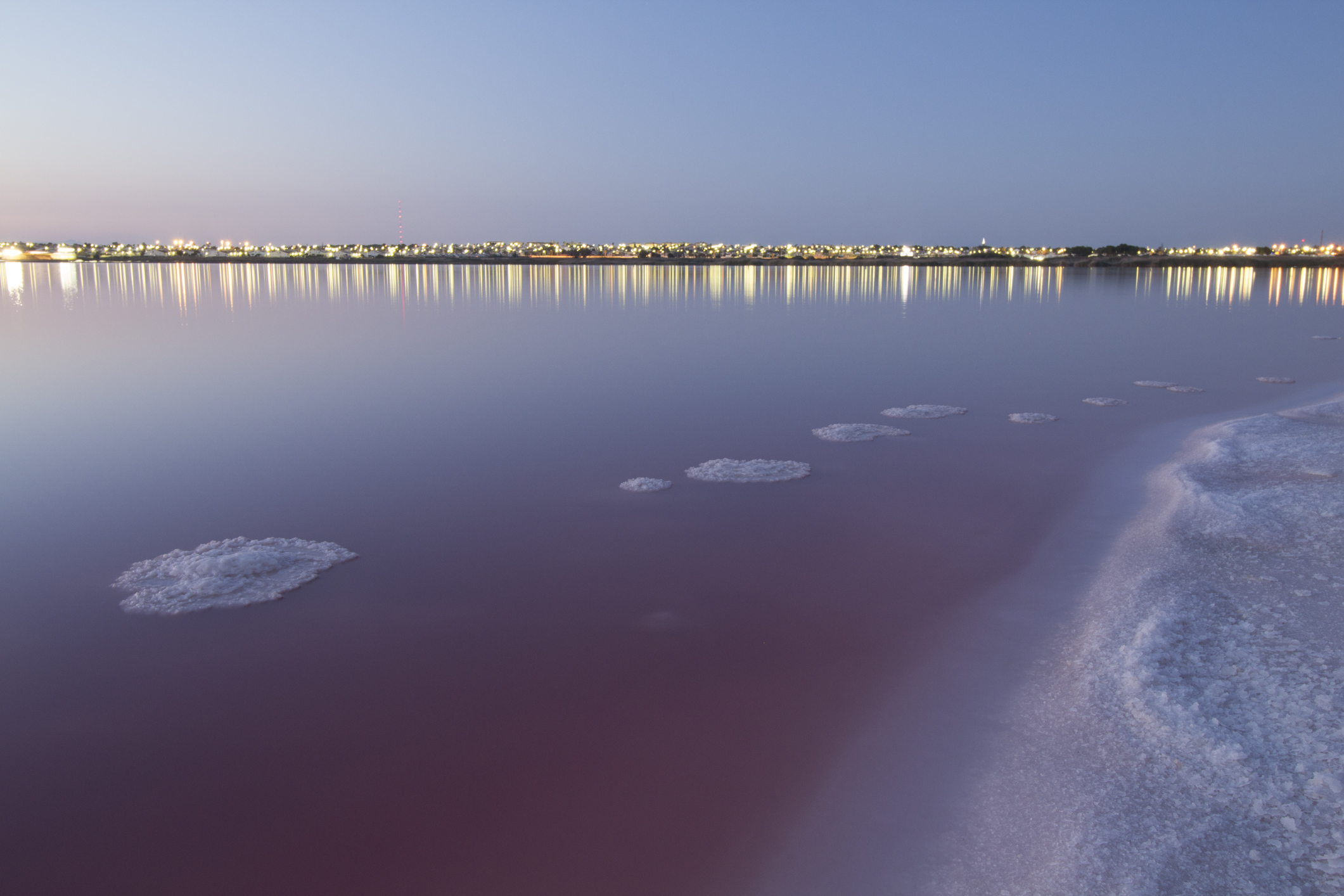
トーレビエハ塩湖

### 人口

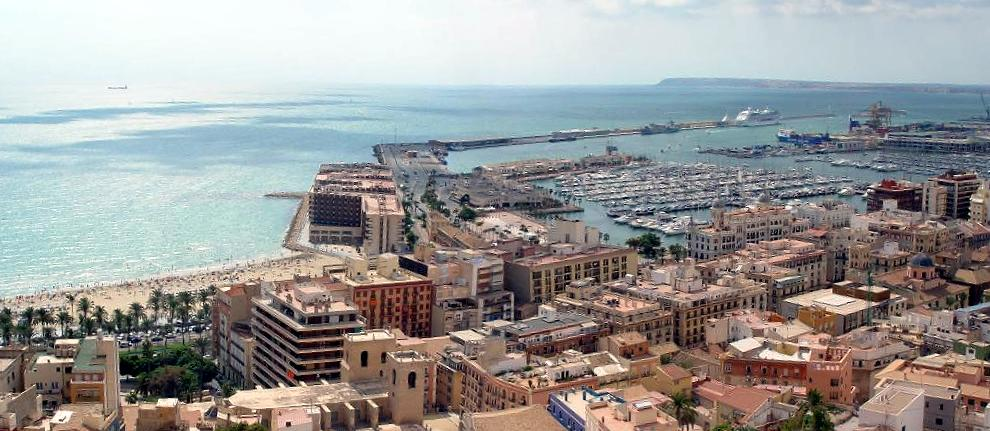
地中海に面するアリカンテ

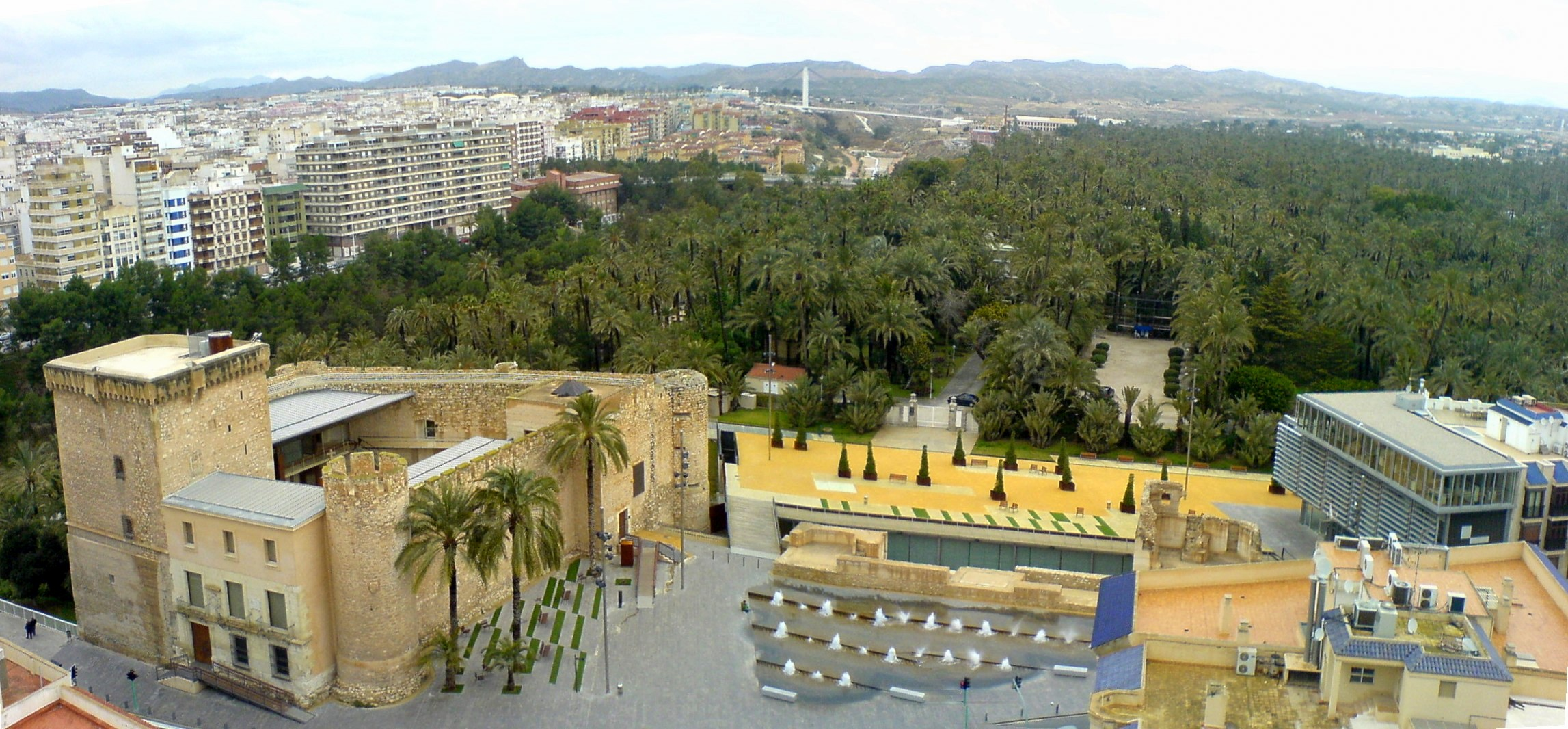
内陸部にあるエルチェ

2017年の人口は1,825,332人であり、これはスペイン全体の4.11%を占めている。人口はスペインの50県中第5位である。人口自体は州都バレンシアがあるバレンシア県を下回るが、人口密度はバレンシア県を上回っている。人口が集中する都市はあるものの、ある程度はまんべんなく分散している。
| アラカント県 / アリカンテ県の人口推移 1900－2010        |
|                                                         |
| 出典:INE（スペイン国立統計局）1900年 - 1991年、1996年 - |

## 歴史
1833年スペイン地方行政区分再編ではスペイン全土に49の県が設置された。この際にアリカンテ県も設置され、県都はアリカンテに定められた。
1939年から1975年のフランコ独裁体制化を経て、スペインの民主化移行期の1970年代末から1980年代初頭にはスペイン全土に17の自治州が設置された。1982年7月10日にはアリカンテ県など8県からなるバレンシア州が発足した。

## 行政区画

### 主な自治体
県内には126のムニシピオ（基礎自治体）があり、9のコマルカ（郡）に分けられる。地中海岸には北からガンディア、デニア、ハベア/シャビア、ベニドルム、ビジャホヨーサ/ラ・ビラ・ホヨーサ、県都アリカンテ、トーレビエハなどの自治体がある。山地が広がる北西部の内陸部にはアルコイやビリェーナやエルダがあり、平地が広がる南部の内陸部にはエルチェやオリウエラがある。
| 順位 | 基礎自治体                       | 公式名                                            | 人口 （2012年） | 郡                           |
| ---- | -------------------------------- | ------------------------------------------------- | --------------- | ---------------------------- |
| 1    | アリカンテ                       | Alacant / Alicante                                | 334,678人       | アラカンティー               |
| 2    | エルチェ                         | Elx / Elche                                       | 230,587人       | バッジ・ヴィナロポー         |
| 3    | トレビエハ                       | Torrevieja                                        | 103,720人       | ベガ・バッハ・デル・セグーラ |
| 4    | オリウエラ                       | Orihuela                                          | 90,087人        | ベガ・バッハ・デル・セグーラ |
| 5    | ベニドルム                       | Benidorm                                          | 72,991人        | マリーナ・バッハ             |
| 6    | アルコイ                         | Alcoi / Alcoy                                     | 60,837人        | ラルコイアー                 |
| 7    | サン・ビセンテ・デル・ラスペイグ | San Vicente del Raspeig / Sant Vicent del Raspeig | 55,100人        | アラカンティー               |
| 8    | エルダ                           | Elda                                              | 54,536人        | メディオ・ビナロポー         |
| 9    | デニア                           | Dénia / Denia                                     | 44,455人        | マリーナ・アルタ             |
| 10   | ビリェーナ                       | Villena                                           | 34,894人        | アルト・ビナロポー           |

### コマルカと自治体
| コマルカ（郡）               | 構成自治体（太字は中心となる自治体） |
| ---------------------------- | --- |
| ラルコイアー                 | アルコイ、バニェーレス・デ・マリオーラ、ベニファリム、カスタージャ、イビ、オニル、ペナギラ、ティビ |
| コムタ                       | アグレス、アルコレージャ、アルコセール・デ・プラーネス、アルファファーラ、アルムダイナ、ラルケリーア・ダズナール、バローネス、ベナサウ、ベニアレス、ベニジョーバ、ベニジュップ、ベニマルフル、ベニマソット、コセンタイナ、ファジェーカ、ファモルカ、ガイアーネス、ゴルガ、ロルチャ、ミジェーナ、ムーロ・ダルコイ、プラーネス、クアトレトンデータ、トジョス |
| マリーナ・アルタ             | アドスビア、アルカラリー、ベニアルベッチ、ベニドレッチ、ベニジェンブラ、ベニメーリ、ベニーサ、カルプ、カステイ・デ・カステイス、デニア、ガタ・デ・ゴルゴス、リーベル、ムルラ、オンダーラ、オルバ、パルセント、ペドレゲール、ペゴ、エル・ポブレ・ノウ・デ・ベニアチェイ、エルス・ポブレッツ、エル・ラフォル・ダルムニア、サグラ、サネート・イ・ネグラルス、セニージャ、テウラーダ、トルモス、ラ・ヴァル・ダルカラー、ラ・ヴァル・デボ、ラ・ヴァル・デ・ガジネーラ、ラ・ヴァル・デ・ラグアール、エル・ヴェルジェール、シャビア、シャロー |
| マリーナ・バッハ             | ラルファズ・デル・ピ、アルテア、ベニアルダー、ベニドルム、ベニファート、ベニマンテイ、ボルージャ、カジョーザ・デン・サリアー、コンフリーデス、フィネストラート、エル・カステイ・デ・グアダレスト、ラ・ヌシア、オルシェータ、ポロプ、レジェウ、セージャ、タルベナ、ラ・ビラ・ジョイオーザ |
| アルト・ビナロポー           | ベネイシャーマ、ビアール、エル・カンプ・デ・ミラ、カニャーダ、サリーナス、サクス、ビリェーナ |
| メディオ・ビナロポー         | アルゲーニャ、アスペ、エルダ、エル・フォンドー・デ・レズ・ネウス、オンドン・デ・ロス・フライレス、モンフォルテ・デル・シッド、モノーヴェル、ノヴェルダ、ペトレール、エル・ピノース、ラ・ロマーナ |
| バッジ・ヴィナロポー         | Crevillent、エルチェ、Santa Pola |
| アラカンティー               | Agost、Aigües、アリカンテ、Busot、El Campello、Mutxamel、Sant Joan d'Alacant、サン・ビセンテ・デル・ラスペイグ、Torremanzanas / La Torre de les Maçanes、Jijona/Xixona |
| ベガ・バッハ・デル・セグーラ | Albatera、Algorfa、Almoradí、Benejúzar、Benferri、Benijófar、Bigastro、Callosa de Segura、Catral、Cox、Daya Nueva、Daya Vieja、Dolores、Formentera del Segura、Granja de Rocamora、Guardamar del Segura、Jacarilla、Los Montesinos、オリウエラ、Pilar de la Horadada、Rafal、Redován、Rojales、San Fulgencio、San Isidro、San Miguel de Salinas、トレビエハ |

## 社会

### 交通
1967年にはアリカンテとエルチェの中間付近に、アリカンテ＝エルチェ空港が開港した。コスタ・ブランカへの観光客などが利用しており、年間旅客数は1000万人近くに達している。旅客数はバレンシア空港をしのいでバレンシア州最多であり、スペイン全体ではアドルフォ・スアレス・マドリード＝バラハス空港、バルセロナ＝エル・プラット空港、パルマ・デ・マヨルカ空港、マラガ＝コスタ・デル・ソル空港などに次ぐ規模である。旅客便の80%は国際線であり、イギリス、ドイツ、オランダからの旅客数が多い。
もっとも規模の大きな港湾はアリカンテ港であり、特にクルーズ船の寄港地として知られている。アリカンテ港からはアフリカ大陸のアルジェリアのオランやアルジェに向けて、アルジェ・フェリーズによる定期便が運行されている。その他にも大小25以上の港湾があり、漁港とヨットハーバーの機能を兼ねている港湾が多い。デニア港からはバレアレス諸島のイビサ島やマヨルカ島（パルマ・デ・マヨルカ）に向けて、サンタ・ポーラ港やトーレビエハ港からはサンタ・ポーラの沿岸5㎞にあるタバルカ島に向けて定期便が運行されている。

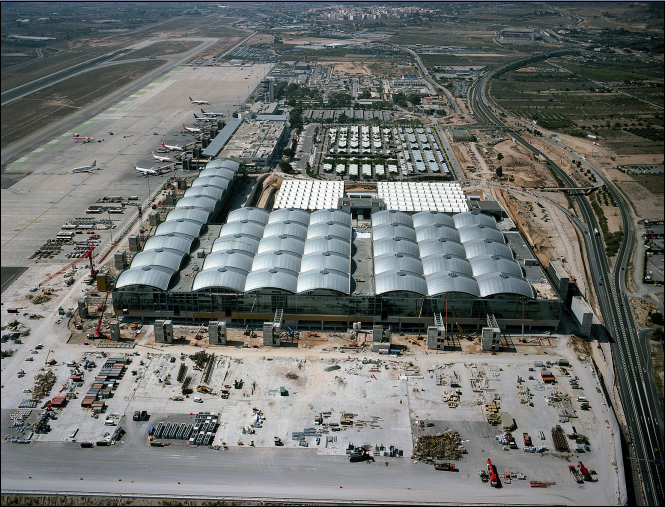
アリカンテ＝エルチェ空港
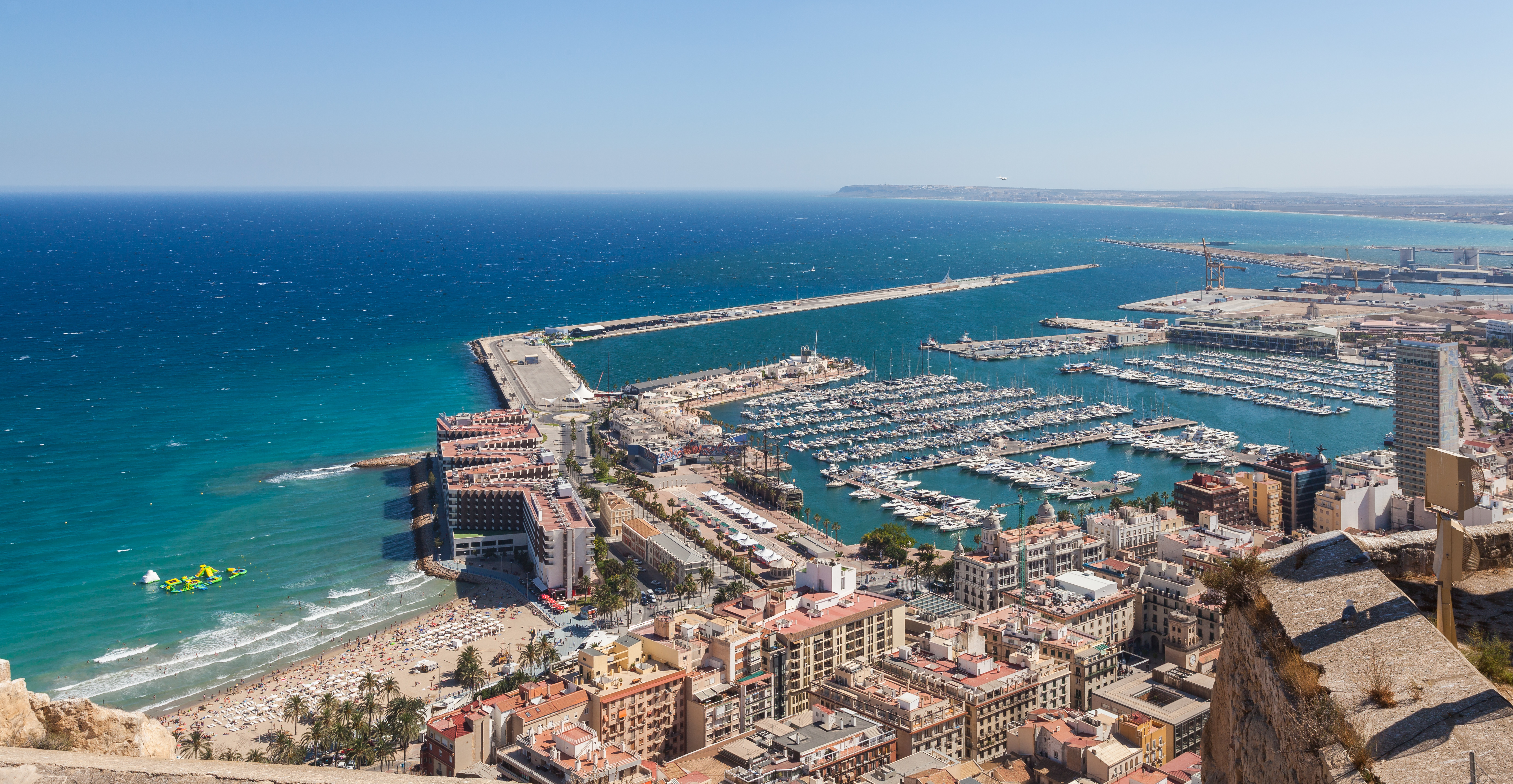
アリカンテ港
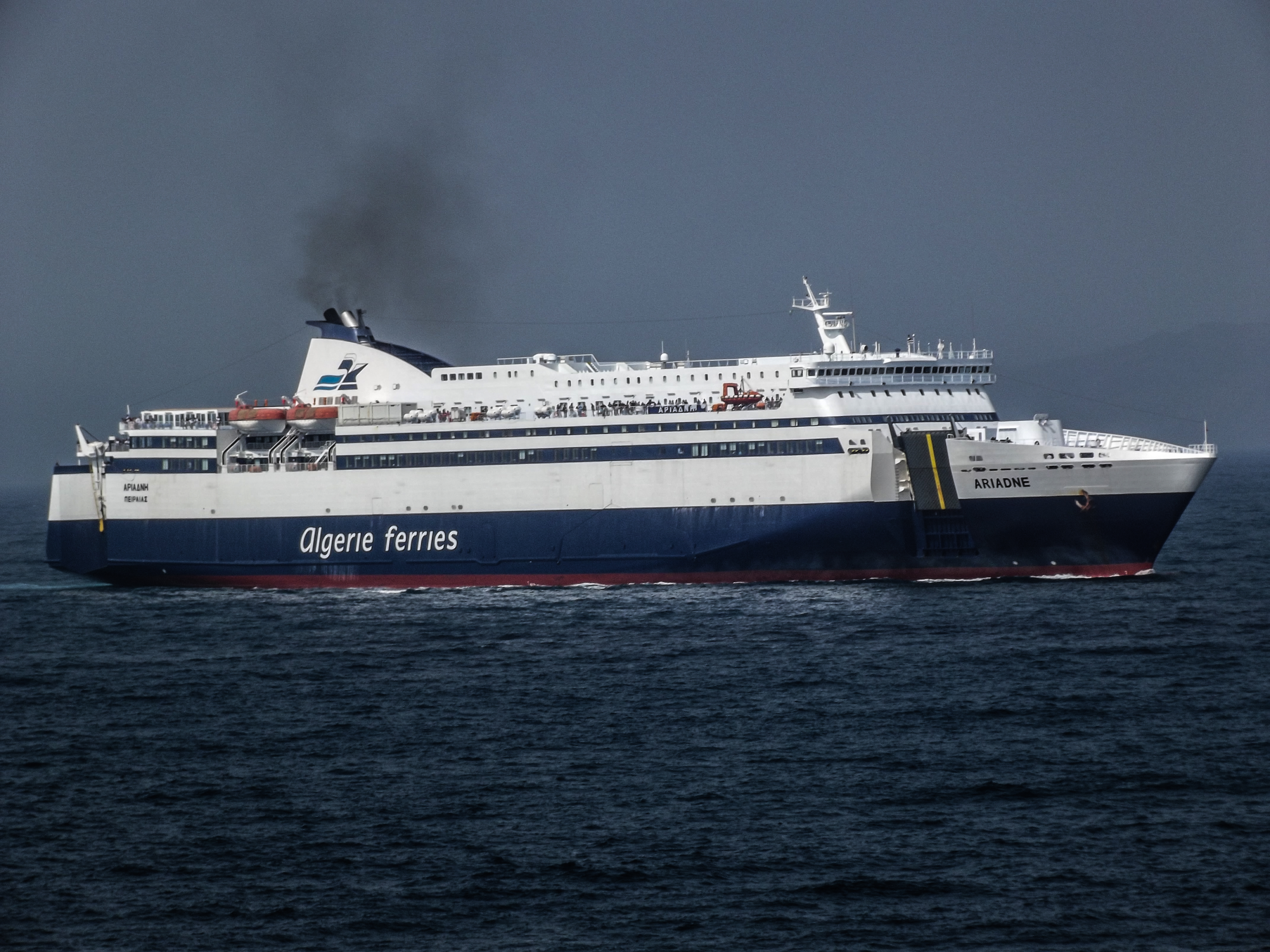
アルジェ・フェリーズの船舶

### 教育

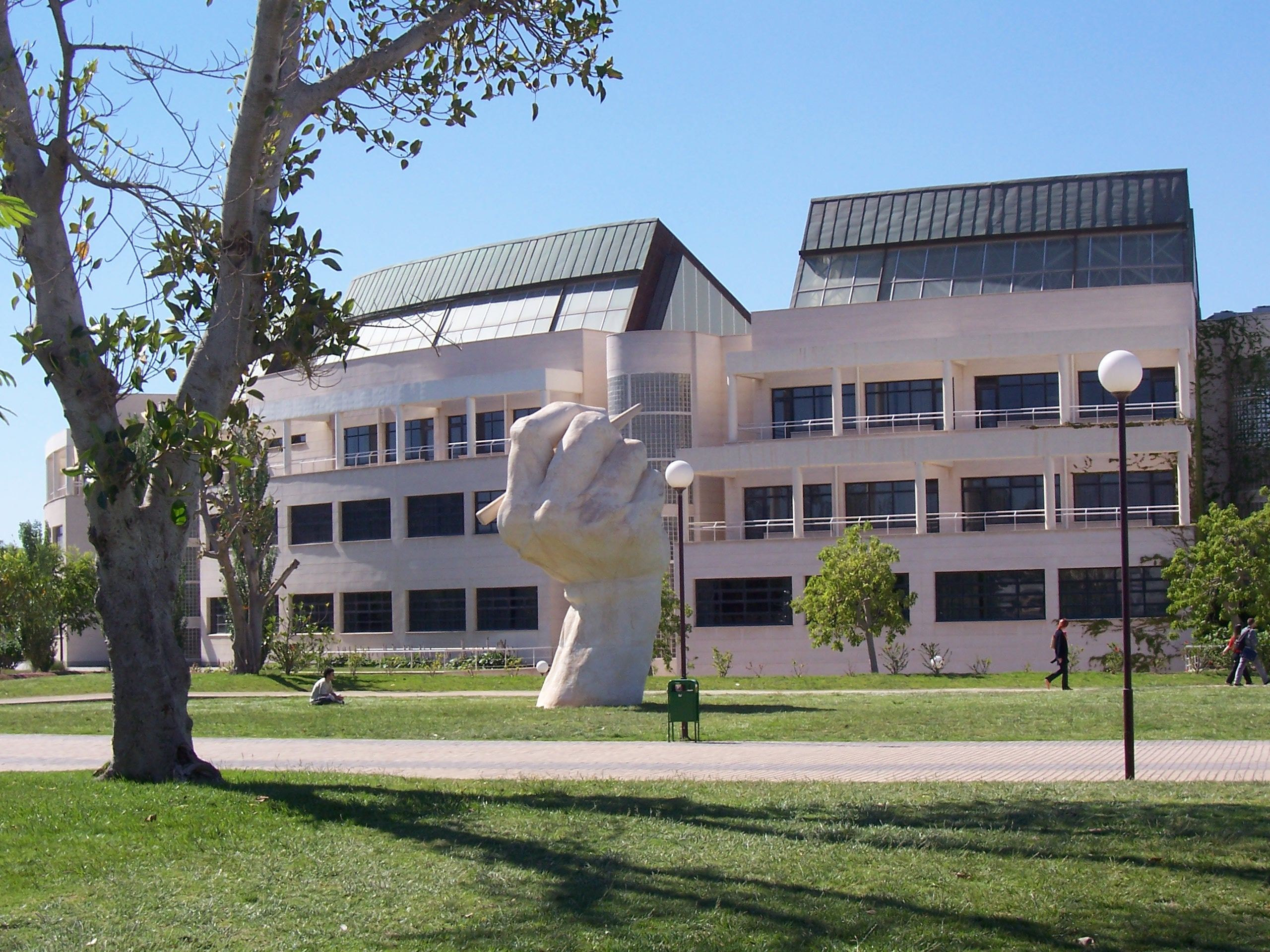
アリカンテ大学

アリカンテ県には2つの公立大学（州立大学）、1つの私立大学、1つの高等工科学校がある。1552年にはバレンシア王国でバレンシア大学に次ぐ2番目の中世大学としてオリウエラ大学が設立されたが、スペイン王国のフェルナンド6世の治世の1835年に閉鎖されている。
スペインの民主化以降期の1979年には、アリカンテ県初の公立大学としてアリカンテ大学が設立された。アリカンテ大学はアリカンテの北部郊外のサン・ビセンテ・デル・ラスペイグに広大なキャンパスを有し、50以上の専攻で30,000人以上の学生が学んでいる。1996年にはエルチェにエルチェ・ミゲル・エルナンデス大学が設立され、約19,000人の学生が学んでいる。エルチェにあるメインキャンパスのほかに、オリウエラ、アルテア、サン・ジョアン・ダラカントにも小規模なキャンパスを有する。
カトリック系の私立大学として、1999年にはエルチェにCEUカルデナル・エレーラ大学が設立された。マドリードのCEUサン・パブロ大学やバルセロナのアバト・オリーバCEU大学と同系列である。アルコイにはバレンシア工科大学に付属するアルコイ高等工科学校（バレンシア工科大学アルコイキャンパス）がある。アリカンテ県にまだ大学が存在しない1964年に開校した高等工科学校である。